# Рембішево-Студзянкі
Рембішево-Студзянкі (пол. Rębiszewo-Studzianki) — село в Польщі, у гміні Високе-Мазовецьке Високомазовецького повіту Підляського воєводства.
Населення — 96 осіб (2011).
У 1975-1998 роках село належало до Ломжинського воєводства.

## Демографія
Демографічна структура станом на 31 березня 2011 року:
|          | Загалом | Допрацездатний вік | Працездатний вік | Постпрацездатний вік |
| -------- | ------- | ------------------ | ---------------- | -------------------- |
| Чоловіки | 53      | 15                 | 30               | 8                    |
| Жінки    | 43      | 6                  | 24               | 13                   |
| Разом    | 96      | 21                 | 54               | 21                   |